# Сремська Камениця
Сремська Камениця (серб. Сремска Каменица) — приміське містечко в Сербії, приналежне до міської общини Петроварадин Південно-Бацького округу в багатоетнічному, автономному краю Воєводина.

## Населення
Населення містечка становить 11 748 осіб (2002, перепис), з них:
- серби — 8806 — 78,58%;
- хорвати — 561 — 5,00%;
- югослави — 358 — 3,19%;
- мадяри — 256 — 2,28%;

Решту жителів  — з десяток різних етносів, зокрема: чорногорці, роми, словаки і більше сотні русинів-українців.